# Jack Bauer (wielrenner)
Jack Bauer (Takaka, 7 april 1985) is een voormalig Nieuw-Zeelands wielrenner.
Bauer werd bij de elite twee keer nationaal kampioen van Nieuw-Zeeland: in 2010 op de weg en in 2017 in de individuele tijdrit.
In 2014 won hij nét niet de 14e etappe van de Ronde van Frankrijk. In de vlakke rit van Tallard naar Nîmes zat hij samen met de Zwitser Martin Elmiger in de ontsnapping van de dag. In de eindsprint moest Elmiger uiteindelijk opgeven, maar Bauer bleef op kop. Hij werd echter vlak voor de streep bijgehaald door het spurtende peloton. Na afloop van de etappe barstte Bauer in tranen uit. Hij werd uiteindelijk tiende die dag.

## Belangrijkste overwinningen
2009
2e etappe Ronde van Southland
2010
 Nieuw-Zeelands kampioen op de weg, Elite
5e etappe Ronde van Wellington
2011
2e etappe Ronde van Utah
2012
2e etappe Ronde van Qatar (ploegentijdrit)
4e etappe Ronde van Italië (ploegentijdrit)
2013
Japan Cup
2014
Proloog Herald Sun Tour
2016
5e etappe Ronde van Groot-Brittannië
2017
 Nieuw-Zeelands kampioen tijdrijden, Elite
2020
1e etappe Ronde van Tsjechië (ploegentijdrit)

## Resultaten in voornaamste wedstrijden
| Jaar | Ronde van Italië | Ronde van Frankrijk | Ronde van Spanje |
| ---- | ---------------- | ------------------- | ---------------- |
| 2011 |                  |                     |                  |
| 2012 | 114e             |                     |                  |
| 2013 |                  | opgave              |                  |
| 2014 |                  | 137e                |                  |
| 2015 |                  | opgave              |                  |
| 2016 |                  |                     |                  |
| 2017 |                  | 105e                |                  |
| 2018 |                  | 121e                |                  |
| 2019 | 95e              |                     |                  |
| 2020 |                  | 83e                 |                  |
| 2021 |                  |                     |                  |
| 2022 |                  | 122e                |                  |
| 2023 |                  |                     |                  |

| Jaar | Milaan-San Remo | Gent-Wevelgem | Ronde van Vlaanderen | Parijs-Roubaix | Amstel Gold Race | Luik-Bast.‑Luik | Omloop Het Nieuwsblad | E3 Harelbeke |  | WK op de weg |  | Wereldranglijsten |
| ---- | --------------- | ------------- | -------------------- | -------------- | ---------------- | --------------- | --------------------- | ------------ |  | ------------ |  | ----------------- |
| 2011 |                 |               |                      |                |                  |                 |                       |              |  | 121e         |  |                   |
| 2012 |                 | 111e          | 64e                  | buit.tijd      |                  |                 | 90e                   |              |  |              |  |                   |
| 2013 | 92e             |               | 83e                  | 70e            |                  |                 | 20e                   |              |  | opgave       |  |                   |
| 2014 | 55e             | 63e           | 81e                  | 105e           |                  |                 | 82e                   |              |  | 86e          |  |                   |
| 2015 | 108e            | opgave        | 56e                  | 77e            |                  |                 |                       | 8e           |  |              |  | 140e (UWT)        |
| 2016 |                 | opgave        | opgave               | 70e            |                  |                 |                       |              |  | opgave       |  |                   |
| 2017 | 162e            |               |                      |                |                  |                 |                       |              |  | opgave       |  | 202e (UWT)        |
| 2018 |                 | 100e          | opgave               | 97e            |                  |                 |                       | 48e          |  |              |  |                   |
| 2019 |                 | 31e           | 75e                  | opgave         |                  |                 |                       |              |  | opgave       |  |                   |
| 2020 |                 | opgave        | 69e                  |                |                  |                 |                       |              |  |              |  |                   |
| 2021 |                 | 15e           | 82e                  | 66e            | 82e              |                 |                       | 90e          |  | opgave       |  |                   |
| 2022 |                 |               |                      | 86e            |                  | 117e            |                       |              |  |              |  |                   |
| 2023 |                 |               | opgave               | 115e           |                  |                 |                       | 92e          |  |              |  |                   |

## Ploegen
- 2010 –  Endura Racing
- 2011 –  Endura Racing
- 2012 –  Team Garmin-Sharp
- 2013 –  Team Garmin-Sharp
- 2014 –  Garmin Sharp
- 2015 –  Team Cannondale-Garmin
- 2016 –  Cannondale-Drapac Pro Cycling Team [a]
- 2017 –  Quick-Step Floors
- 2018 –  Mitchelton-Scott
- 2019 –  Mitchelton-Scott
- 2020 –  Mitchelton-Scott
- 2021 –  Team BikeExchange
- 2022 –  Team BikeExchange Jayco
- 2023 –  Q36.5 Pro Cycling Team

Bauer · Blain · Camaño · Christie · Creber · Hand · Hayles · King · Lines · McCallum · Moss · Oliphant · Partridge · Thwaites · C. Wilkinson · I. Wilkinson
Anderson · Bauer · Blain · Camaño · Clarke · Hayles · de Jonge · Mandri · Moss · Oliphant · Partridge · Pritchard · Thwaites · Voss · Wetterhall · C. Wilkinson · I. Wilkinson
Bauer ·
Danielson · 
Dekker ·
Farrar ·
Fernández ·
Fischer ·
Haas ·
Haussler ·
Hesjedal ·
Howes ·
Hunter ·
Klier ·
M. Kreder ·
R. Kreder ·
Le Mével ·
Maaskant ·
Martin ·
Millar · 
Navardauskas ·
Peterson ·
Rasmussen (tot 31/07) ·
Rathe ·
Rosseler ·
Stetina ·
Talansky ·
Vande Velde ·
Vanmarcke ·
Vansummeren ·
Wegmann ·
Zabriskie ·
Morton (stagiair) ·
Scully (stagiair) ·
Von Hoff (stagiair) 
Bauer ·
Danielson · 
Dekker ·
Dennis ·
Fairly ·
Farrar ·
Fernández ·
Haas ·
Hesjedal ·
Howes ·
Hunter ·
Klier (tot 13/05) ·
M. Kreder ·
R. Kreder ·
Maaskant ·
Martin ·
Millar · 
Morton ·
Navardauskas ·
Nuyens ·
Rasmussen ·
Rathe ·
Rosseler ·
Stetina ·
Talansky ·
Vande Velde ·
Vansummeren ·
Von Hoff ·
Wegmann ·
Zabriskie ·
O'Shea (stagiair) 
Acevedo · van Baarle · Bauer · Brown · Cardoso · Danielson · Dekker · Dennis · Fairly · Farrar · Fernández · Gaimon · Haas · Hansen · Hesjedal · Howes · King · Kreder · Langeveld · Martin · Millar · Morton · Navardauskas · Nuyens · Slagter · Talansky · Vansummeren · Von Hoff · Wegmann · Girdlestone (stagiair) · Mannion (stagiair)
Acevedo · van Baarle · Bauer · Bettiol · Brown · Cardoso · Danielson · Dombrowski · Formolo · Haas · Hesjedal · Howes · T.King · B.King · Koren · Langeveld · Marangoni · Martin · Mohorič · Moser · Navardauskas · Norman Hansen · Skjerping · Slagter · Talansky · Villella · Zepuntke · Bovenhuis (stagiair) · Mullen (stagiair)
van Baarle · Bauer · Bettiol · Bevin · Breschel · Brown · Cardoso · Clarke · Craddock · Dombrowski · Formolo · Gaimon · Howes · King · Koren · Langeveld · Marangoni · Moser · Mullen · Navardauskas · Rolland · Skjerping · Skujiņš · Slagter · Talansky · Urán · Villella · Wippert · Woods · Zepuntke · Dibben (stagiair)
Alaphilippe · Bauer · Boonen (tot 09/04) · Brambilla · Capecchi · Cavagna · de la Cruz · De Plus · Declercq · Devenyns · Gaviria · Gilbert · Jungels · Keisse · Kittel · Lampaert · Martin · Martinelli · Mas · Richeze · Sabatini · Schachmann · Serry · Štybar · Terpstra · Trentin · Vakoč · Velits · Vermote · Hodeg (stagiair) · Kasperkiewicz (stagiair)
Albasini · Bauer · Bewley · Chaves · Durbridge · Edmondson · Ewan · Haig · Hamilton · Hayman · Hepburn · Howson · Impey · Juul-Jensen · Kluge · Kreuziger · Meyer · Mezgec · Nieve · Power · Trentin  · Tuft · Verona · A. Yates · S. Yates
Affini · Albasini · Bauer · Bewley · Bookwalter · Chaves · Durbridge · Edmondson · Grmay · Haig · Hamilton · Hayman · Hepburn · Howson · Impey · Juul-Jensen · Meyer · Mezgec · Nieve · Schultz · Scotson · Smith · Stannard · Trentin  · A. Yates · S. Yates
Affini · Albasini · Bauer · Bewley · Bookwalter · Chaves · Durbridge · Edmondson · Grmay · Groves · Haig · Hamilton · Hepburn · Howson · Impey · Juul-Jensen · Konysjev · Meyer · Mezgec · Nieve · Peák · Schultz · Scotson · Smith · Stannard · A. Yates · S. Yates · Zejts
Bauer · Bewley · Bookwalter · Chaves · Colleoni · Durbridge · Edmondson · Grmay · Groves · Hamilton · Hepburn · Howson · Jansen · Juul-Jensen · Kangert · Konysjev · Matthews · Meyer · Mezgec · Nieve · Peák · Schultz · Scotson · Smith · Stannard · Yates · Zejts · Choon (stagiair) · O'Brien (stagiair)
Balmer · Bauer · Bewley · Colleoni · Craddock · Durbridge · Edmondson · Grmay · Groenewegen · Groves · Hamilton · Hepburn · Howson · Jansen · Juul-Jensen · Kangert · Konysjev  · Maas · Matthews · Meyer · Mezgec · O'Brien · Peña · Reinders (vanaf 23/8) · Schultz · Scotson · Smith · Sobrero · Stewart · Yates · Bogusławski (stagiair) · De Pretto (stagiair) · Foldager (stagiair)
Abreha · Badilatti · Bauer · Brambilla · Calzoni · Camprubi · Christen · Colombo · Conca · Davis · Devriendt · Donovan · Fedeli · Hagen · Howson · Ludvigsson · Małecki · Monk · Moschetti · Parisini · Puppio · Rosskopf · Sajnok · Zukowsky · Novák (stagiair)